# Grüner Beton
Grüner Beton ist fertig in die Schalung eingebauter Frischbeton unmittelbar nach dem Verdichten und noch vor dem Erstarren.
Die Eigenschaft des grünen Betons, nach dem Entschalen seine Gestalt zu bewahren, bezeichnet man als Grünstandfestigkeit.
Sie ist wichtig bei der Herstellung bestimmter Betonfertigteile (Sofortentschalung) und bei Anwendung von Gleitschalung.
„Grün“ ist hier nicht im Sinne von „umweltbewusst“ zu verstehen, sondern im Sinne von „unreif“. Es gibt aber auch die Bezeichnung Grüner Beton bzw. Grüner Zement für umweltfreundlicheren Beton wie Celitement.